# Eumops dabbenei
Eumops dabbenei är en fladdermusart som beskrevs av Thomas 1914. Eumops dabbenei ingår i släktet Eumops och familjen veckläppade fladdermöss. IUCN kategoriserar arten globalt som livskraftig. Inga underarter finns listade i Catalogue of Life.
Artepitet i det vetenskapliga namnet hedrar den argentinska ornitologen Roberto Dabbene.
Denna fladdermus förekommer med två från varandra skilda populationer i Sydamerika. Den första i Colombia samt Venezuela och den andra i Bolivia, Paraguay och norra Argentina. Arten vistas i låglandet och har savanner samt torra skogar som habitat.
Individerna vilar i trädens håligheter och i byggnader. De jagar flygande insekter. Individerna är aktiva på natten och de bildar vid viloplatsen kolonier. Honor har en eller sällan två kullar per år och per kull föds en enda unge.
Arten blir med svans cirka 16,5 cm lång och den väger omkring 76 g. Den har kastanjebrun päls på ryggen och ljusare päls på framsidan. Öronen är nära skallen sammanlänkade med varandra och deras tragus är spetsig. Vid strupen förekommer en säckformig körtel som blir större under parningstiden. Eumops dabbenei har en ganska tjock svans.